# Saint-Laurent (Haute-Savoie)
Saint-Laurent is een gemeente in het Franse departement Haute-Savoie (regio Auvergne-Rhône-Alpes) en telt 731 inwoners (2005). De plaats maakt deel uit van het arrondissement Bonneville.

## Geografie
De oppervlakte van Saint-Laurent bedraagt 11,0 km², de bevolkingsdichtheid is 66,5 inwoners per km².
De onderstaande kaart toont de ligging van Saint-Laurent (Haute-Savoie) met de belangrijkste infrastructuur en aangrenzende gemeenten.

## Demografie
Onderstaande figuur toont het verloop van het inwonertal (bron: INSEE-tellingen).